# Steagul statului Paraná, Brazilia

7:10

Steagul statului Paraná a fost adoptat la 9 ianuarie 1892. Până astăzi, a fost modificat de două ori, în martie 1947 și în septembrie 1990. 
Actualul steag a a ajuns la forma actuală în 31 martie 1947. Constă dintr-un patrulater verde, străbătut de o bandă lată albă care coboară în diagonală din colțul stânga sus în dreapta jos. În mijlocul câmpului dreptunghiular, respectiv în mijlocul câmpului steagului, se află un cerc albastru, similar cu cercul de pe drapelul federal al Braziliei.